# Man of Steel (Schiff)
Die Man of Steel ist eine Megayacht. In der Liste der längsten Motoryachten belegte sie zeitweise Platz 68, aktuell (Stand 2022) ist die Yacht nur noch unter den ersten 120 Plätzen. Die Yacht wurde 2010 als Seven Seas für den US-amerikanischen Regisseur Steven Spielberg gebaut.
Die Yacht fährt unter der Flagge der Kaimaninseln. Heimathafen ist George Town.

## Geschichte
Die Yacht wurde unter der Baunummer Y706 bei Oceanco im niederländischen Alblasserdam gebaut und am 22. November 2010 abgeliefert. Der Bau der Yacht kostete 200 Mio. US-Dollar.

## Ausstattung
Die Yacht, die von bis zu 23 Besatzungsmitgliedern gefahren wird, verfügt über sieben Passagierkabinen, in denen zwölf Fahrgäste untergebracht werden können.
Die Höchstgeschwindigkeit der von zwei MTU-Dieselmotoren angetriebenen Yacht wird mit etwa 20 Knoten, die Reisegeschwindigkeit mit 14 Knoten angegeben. Die Reichweite der Yacht beträgt rund 4.750 Seemeilen.